# Republic of Whangamomona

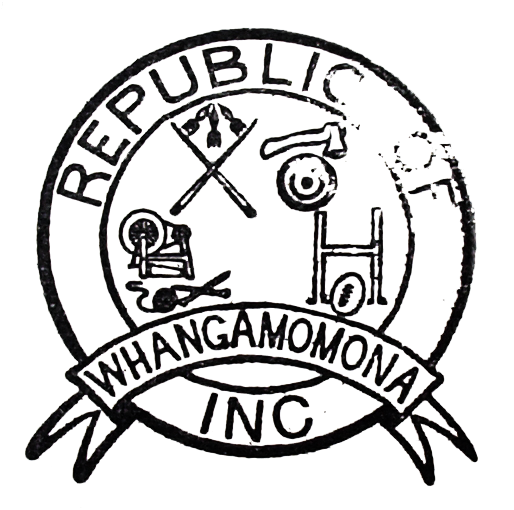
Stempel der Republic of Whangamomona

Die Republic of Whangamomona ist eine aus dem Protest gegen eine Regierungsentscheidung entstandene Bewegung in Neuseeland, die in ihrem Entstehungsjahr 1989 einen ernstzunehmenden Hintergrund hatte, heute aber mehr auf Grund seiner Kuriosität Schmunzeln verursacht und alle zwei Jahre in ein Volksfest mündet.

## Geografie
Ort des Geschehens war und ist der kleine Ort Whangamōmona, der im westlichen Teil der Nordinsel in der Region Manawatū-Whanganui auf halber Strecke zwischen Stratford und Taumarunui liegt und normalerweise nur über den State Highway 43 zu erreichen ist, der auch als der Forgotten World Highway bekannt ist.

## Geschichte
Im Zuge der Verwaltungsreform in Neuseeland wurde 1989 eine Hälfte der Gemeinde von Whangamomona der neu gebildeten Region Manawatū-Whanganui zugeordnet und die andere Hälfte in der Region Taranaki belassen, während der Ort aber weiterhin dem Stratford District zugehörig blieb.
Da die Regional Councils in Neuseeland unter anderem auch für die Gewässer verantwortlich sind und die beiden Flüsse Whangamōmona River und Tāngarākau River in den Whanganui River münden, entschieden Bürokraten in Wellington folgerichtig, die Einzugsgebiete der beiden Flüsse der Region Manawatu-Wanganui zuzuordnen, mit dem Effekt der Teilung der Gemeinde auf Regionalebene. Die „Rebellen“ der Region, die schon einmal 1908 ihre Unabhängigkeit von dem damaligen Stratford County Council erklärt und ihren eigenen Whangamomona County Council gegründet hatten, waren mit der Teilung nicht einverstanden, liefen aber trotz Widerspruch und ihren Bemühungen, auf politischer Ebene etwas zu erreichen, mit ihrem Protest ins Leere. 
Zum Ausdruck ihres Frustes und zum Zeichen des Widerstandes gegen die Entscheidung der Regierung riefen alle Einwohner des Ortes und des zugehörigen Umlandes am 1. November 1989 geschlossen ihre Unabhängigkeit aus und gründeten die „Republic of Whangamomona“. Dass ein solcher Tag auch zelebriert werden muss, verstand sich von selbst. Zu den 178 betroffenen Bürgern, die für eine Petition ihre Unterschrift leisteten, kamen noch rund 400 Menschen aus den verschiedensten Teilen Neuseelands angereist, um dem Protest der Betroffenen Nachdruck zu verleihen. Damit war der „Whangamomona Republic Day“ geboren und das Versprechen gegeben, nicht eher zu ruhen, bis die Entscheidung der Verwaltung rückgängig gemacht worden ist.
Mittlerweile hat der „Republic Day“ mehr einen Volksfestcharakter bekommen und die politischen Forderungen sind zunehmend in den Hintergrund gerückt. Im Jahr 2005 trafen sich um die 5000 Bürger der Republik, um ihren Präsidenten zu wählen, Schafe zu scheren, Gummistiefel zu werfen oder auch ein Bad in einer Badewanne voll Aale zu nehmen. Selbst Sonderzüge werden an diesem speziellen Tag eingesetzt und halten in Whangamomona auf der Strecke, auf der sonst nur Güterzüge verkehren.

## Heute
Die „Republic of Whangamomona“ zeigt sich nach wie vor weltoffen. Jeder, der zu den politischen Forderungen der Republik steht, kann „Bürger“ dieser Republik werden. Für 3,50 $NZ kann man vor Ort einen Pass erwerben, der dazu berechtigt, an dem „Whangamomona Republic Day“ in die Republik einzureisen. Wer möchte, bekommt den offiziellen Stempel der Republik auch zusätzlich in seinen nationalen Pass eingetragen. Im Januar 2019 wurde das Volksfest zum 30. Mal veranstaltet und der zwei Jahre zuvor neu gewählte Präsident John Herlihy mit nur fünf Stimmen Vorsprung vor seinem Herausforderer im Amt bestätigt. Der nächste „Republic Day“, der alle zwei Jahre zelebriert wird, findet im Januar 2025 statt.